# Ярунь (Звягельський район)
Я́рунь — село в Україні, адміністративний центр Ярунської сільської громади Звягельського району Житомирської області. Населення становить 2,8 тис. осіб.
У селі розташований технікум землевпорядкування Поліського національного університету (м. Житомир). На південний захід від села розташований Туганівський заказник.

## Населення
За даними перепису населення СРСР 1939 року кількість населення становила 1 961 особу, з них українців — 1 422, росіян — 108, німців — 6, євреїв — 386, поляків — 13, інших — 26.

## Історія
Походження назви села достовірно не встановлено. Одна із версій така: оскільки русла річок, які протікають через село, глибокі, схожі на яри, то це і породило назву населеного пункту.
Проте у древніх актах Ярунь мав назву «Ярунское имение», ця обставина дозволяє припустити, що воно було засноване досі невідомим для нас Ярунем.
Ім'я Ярун мав київський боярин, брат Констянтина Васильовича, який загинув у битві з половцями у 1170 році.
Головний провід над військом якоїсь округи у княжі часи мав тисяцький — організатор місцевого ополчення. Історія пам'ятає перемиського тисяцького Яруна (1213 р.) та київського тисяцького Давида Яруновича, «який з боярами гнав за половцями, та їх розбили».
У XIII столітті, після навали Батия, частина сіл та містечок при річці Случ уклали угоду з татарами. А. Поліщук у газеті «Лесин край» (№ 54, 1997) пише, що йому жителі села розповідали, що в давнину, ще за татар, селом володів якийсь татарський старшина, і можливо, що якийсь Ярун, котрий перебував на татарській службі, в ту пору володів селом, названим пізніше його іменем.
Час зберіг переказ про те, що село заснував воєвода Ярун. Найраніше воєводи, як управителі окремих територіальних одиниць, з'являються у Руському воєводстві (1432); Подільському воєводстві (перша згадка у 1435 pоці).
В Удмуртії (Росія) одне із сіл носить назву Ярунь. Можливо, воно отримало назву від колишніх переселенців чи депортованих краян.
Археологічні матеріали свідчать, що територія краю була заселена вже у добу пізнього палеоліту (близько 15 тис. років тому).
В урочищі Пасіка, на горбах якого у минувшині росли ліси і в якому петляє між високими берегами річка Церем, довжина якої становить 58 км, та і на теренах Яруня, знаходили кам'яні сокири, ножі, молотки.
Місцевість Ярунщини була багата на поклади граніту, торфу, піску, а ліси, багаті на звірину, приваблювали мисливців, луки і річки — пастуші племена, а родючі землі — землеробів, про що свідчать поховання IV—III століть до н. е. в урочищі Пасіка.
29 червня 1960 року Ярунь об'єднана з селами Малим Молодьківим та Юрківщиною.

## Пам'ятники
У селі знаходиться пам'ятник українській письменниці Лесі Українці, який встановлено у 2008 році біля технікуму землевпорядкування Державного агроекологічного університету. Раніше на цьому місці був пам'ятник Володимиру Леніну, який перед тим у листопаді 2007 року було демонтовано.

## Відомі особи
- Бойко Володимир Степанович — солдат Збройних сил України, учасник російсько-української війни.
- Дідух Леонід Дмитрович — вчений в галузі фізики твердого тіла, доктор фізико-математичних наук, професор кафедри фізики Тернопільського національного технічного університету імені Івана Пулюя.
- Пелех Юрій Володимирович — вчений, засновник і розробник нового напряму педагогічної науки — аксіопедагогіка, доктор педагогічних наук, професор.
- Стецюк Яків Нестерович — письменник родом з Яруня; з 1945 працював у Львові.
- Мамайчук Іван Федорович — композитор, педагог, заслужений працівник культури, певний час працював у Яруні.
- Сергій Ярунський (Степанюк Сергій Анатолійович) — композитор, диригент, філософ. З 1991 року живе і працює у Києві.
- Софія Рокоссовська — дослідниця етнографії села Юрківщина кінця XIX — початку XX століть